# VfB Eichstätt
El VfB Eichstätt es un equipo de fútbol de Alemania que juega en la Regionalliga Bayern, una de las ligas regionales que conforman la cuarta división de fútbol en el país. Además el club cuenta con sección de voleibol, bádminton, quidditch, gimnasia y faustball.

## Historia
Fue fundado en 1 de agosto de 1920 en la ciudad de Eichstätt en la región de Baviera y en su inicio contó con solo 90 miembros.
En sus primeros años los pasó jugando a nivel aficionado dentro del fútbol de Baviera, en donde no hay mucho detalle de sus números hasta que a finales de la década de los años 1970s llegaron a jugar en la Bezirksliga, donde se mantuvo hasta que inició un proceso de caída libre que los llevó a la C-Klasse (tercera división de Baviera).
Entrando en el siglo XXI el club inicia una serie de ascensos que lo llevan a jugar en la sexta división del fútbol alemán hasta que en la temporada 2011/12 logran llegar a la Bayernliga (quinta división).
En la temporada 2016/17 logran el título de la Bayernliga en el grupo norte, con lo que consiguen el ascenso a la Regionalliga Bayern por primera vez en su historia.

## Palmarés
- Bayernliga Nord: 2

2017, 2025
- Bezirksoberliga Oberbayern: 1

2009
- Bezirksliga Oberbayern-Nord: 1

2006
- Kreisliga Donau-Isar: 1

2002
- Kreisklasse 1 Ingolstadt: 1

2000